# Nicolino Locche
Nicolino Locche, soprannominato El Intocable (Tunuyán, 2 settembre 1939 – Las Heras, 7 settembre 2005), è stato un pugile argentino.
Campione del mondo dei pesi welter junior dal 12 dicembre 1968 al 10 marzo 1972, è stato inserito nella International Boxing Hall of Fame.

## Carriera

### Gli inizi
Di origini sarde (i genitori erano di Villasor in provincia di Cagliari e si trasferirono in Argentina durante il periodo interbellico), cominciò a boxare all'età di 9 anni. Come dilettante vinse 122 incontri perdendone solo 5. Iniziò la carriera professionistica nel 1958.

### Professionista
Si affermò in campo nazionale contendendo il titolo argentino ad Abel Laudonio, già olimpionico a Melbourne, nei pesi mosca e a Roma, nei leggeri, dove aveva vinto la medaglia di bronzo. Vinse due dei tre incontri combattuti con il rivale.
I suoi primi risultati importanti, a livello mondiale, furono i due pari conquistati nel 1965 al Luna Park di Buenos Aires contro Ismael Laguna e Carlos Ortiz entrambi detentori, al momento del match, del titolo mondiale dei pesi leggeri. Ortiz era stato anche campione mondiale dei superleggeri, prima di cedere il titolo a Duilio Loi.
Il 10 settembre 1966, sul ring casalingo, batté ai punti in dieci riprese il campione del mondo in carica dei superleggeri Sandro Lopopolo, in un match non valido per il titolo. A Buenos Aires sconfisse anche, ai punti, l'ex campione del mondo e anch'egli avversario di Loi, Eddie Perkins.

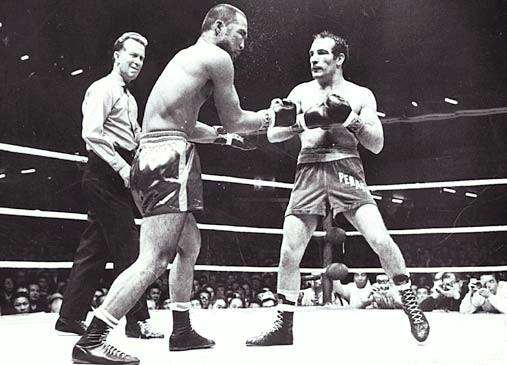
Nicolino Locche (a destra) vs. Takeshi Fuji per il titolo mondiale dei superleggeri

Locche divenne campione del mondo il 12 dicembre 1968 al Ryōgoku Kokugikan di Tokyo, dove tolse il titolo WBA e lo status di campione lineare al nippo-americano Paul Takeshi Fuji, di fronte a diecimila spettatori. Locche lo colpì a piacimento sin dall'inizio del match e in particolare al 9º round, al termine del quale Fuji sedette sfinito all'angolo, con gli occhi tumefatti. I suoi secondi decisero per l'abbandono che fu decretato per k.o. tecnico, all'inizio della decima ripresa.
Difese il titolo sei volte, sempre a Buenos Aires e vincendo tutti gli incontri ai punti in quindici riprese. Sconfisse l'ex campione del mondo Carlos Hernández, i futuri avversari di Bruno Arcari João Henrique e Domingo Barrera Corpas, lo statunitense Adolph Pruitt e il colombiano Antonio Cervantes, futuro campione del mondo WBA. 
Perse il titolo a Panama, contro il pugile locale Alfonso Frazer, il 10 marzo 1972, ai punti in quindici riprese. Tentò di riconquistarlo il 17 marzo 1973 a Maracay (Venezuela) contro Cervantes che, nel frattempo se n'era impossessato. Perse per k.o. tecnico al decimo round. Fu l'unica sconfitta prima del limite della sua carriera.

### Caratteristiche tecniche
Fu un idolo in Argentina dove, insieme a Carlos Monzón e Pascual Pérez, è considerato il simbolo del pugilato nazionale. Il suo stile difensivo lo fece diventare una leggenda e gli fece meritare l'appellativo di El Intocable. Per contro, non era ritenuto un colpitore potente, senza che questo gli abbia impedito di essere generalmente considerato uno dei migliori pugili della categoria sino all'inizio degli anni ottanta, insieme a Barney Ross, Carlos Ortiz, Duilio Loi e Bruno Arcari.
Era dotato di riflessi quasi soprannaturali che gli consentivano di fronteggiare l'avversario con le braccia penzoloni o addirittura con le mani dietro alla schiena, sfuggendo ai colpi al volto con movimenti impercettibili della testa o del tronco. Il giornalista specializzato Giuliano Orlando, tuttavia, pur definendolo «addirittura diabolico nelle schivate» ne rileva la tecnica di appoggiarsi a tal fine alle corde, che sul ring di casa nessun arbitro avrebbe osato vietargli.